# 가을하늘의 아지랑이
가을하늘의 아지랑이(秋天の陽炎)은 J리그 오이타 트리니타가 1999년부터 2001년까지 승점 3점 차 내외로 J1리그 승격의 기준인 준우승을 놓친 것을 가리킨다. 이 제목은 일본의 스포츠 평론가 가네코 타츠히토가 월간지 《문예춘추》에 '가을하늘의 아지랑이'라는 제목으로 트리니타의 안타까운 사연을 기고하면서부터 유래했다.

## 1999년
1999년, 최종전을 한 경기 앞둔 35라운드까지 오이타는 3위 FC 도쿄에 승점이 1점 앞선 62점으로 승격의 마지노선인 2위를 마크하고 있었고, 몬테디오 야마가타와의 시즌 최종전에서 골든골 승리만 기록해도 자력으로 J1리그 승격을 확정짓게 되었다.
후반 15분, 오이타는 브라질 출신 공격수 윌의 오버헤드킥으로 1-0으로 리드를 잡았고, 4분 뒤의 간접 프리킥 위기까지 모면하면서 J1 승격을 눈 앞에 두고 있었다.
그러나 후반 로스타임, 팀의 주장이자 전 대한민국 축구 국가대표팀의 게임메이커였던 최대식이 쏜 슛이 골 포스트를 맞고 골라인에 떨어졌지만 주심은 득점을 인정하지 않았고, 오이타 선수단이 항의하는 사이 야마가타는 속공을 펼쳐 오이타 골문의 30M 지점에서 프리킥을 얻는다. 그리고 그것이 득점으로 연결되며 오이타는 1-1로 동점을 허용한다.
이 후 오이타는 연장 내내 야마가타의 골문을 노크했지만 끝내 골든골을 기록하지 못했고, 같은 시간 알비렉스 니가타와 경기를 가진 FC 도쿄가 예상을 뒤엎고 1-0으로 승리하면서(도쿄는 1999시즌 당시 니가타에게 이 경기까지 포함해 1승 3패로 열세였음) 승점 1점 차로 J1리그 승격을 놓친다.

## 2000년
2000년, 전체 40경기 중 39경기를 치른 가운데 콘사도레 삿포로가 J1에 승격했고, 오이타는 승점 78점을 획득해 2위 우라와 레즈를 승점 2점 차로 추격하고 있었다. 오이타는 오미야 아르디자와의 마지막 경기에서 무조건 90분승을 거둔 뒤 우라와가 사간 도스와의 경기에서 패배하길 바래야하는 절박한 상황에서 경기는 시작된다.
오이타는 전반을 0-0으로 마친 뒤 후반 17분 수비수 카가미의 헤딩 슛으로 1-0으로 앞서나갔고, 반대로 우라와는 1-0으로 앞서나가다가 상대 공격수 루시아노에게 동점골을 허용한 뒤 급속도로 무너지면서 후반 18분 페널티킥 위기를 맞는다. 그러나 도스의 키커 루시아노가 골 포스트를 맞추는 실축을 범하면서 우라와는 최대의 위기를 모면했고, 우라와의 츠치하시가 연장 전반 5분 중거리 골든골을 기록하면서 오이타는 1999년의 전철을 고스란히 밟게 된다.